# Po Thuntiraidaputih
Po Thuntiraidaputih  (?-1732), sử nhà Việt gọi là Nguyễn Văn Thuận, là vua của tiểu quốc Panduranga (Champa) từ năm 1730 đến năm 1732.
Ông là Con trai của Po Ganuhpatih, từ năm 1730 chúa Nguyễn tấn phong làm Thuận Thành trấn vương.